# Euthymius der Georgier

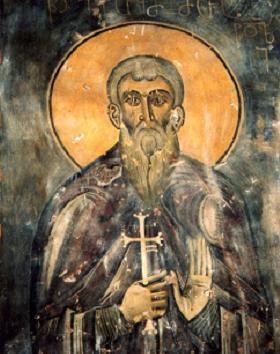
Euthymius der Georgier, ein georgisches Fresko, 13. Jh

Sankt Euthymius der Georgier (griech. Namensform Euthymios, auch Euthymius At(h)onita(s), von Iberon, von Iviron; georgisch ექვთიმე (ეფთჳმე) მთაწმიდელი; * 955 oder 963; † 1028 in Konstantinopel) war bis zu seinem Rücktritt 1019 Abt des georgischen Klosters Iviron auf dem Berg Athos und als Übersetzer ein wichtiger Vermittler zwischen griechischer und georgischer Kultur. Die letzten Lebensjahre verbrachte er als Eremit in der Nähe von Iviron. Er starb auf einer Reise in Angelegenheiten des Klosters zum Kaiserhof. Sein Festtag ist der 13. Mai.
Euthymius revidierte die älteren georgischen Übersetzungen der Evangelien und übersetzte erstmals die Johannesapokalypse ins Georgische. Sein Bibeltext, der von einem seiner Nachfolger in Iviron, Abt Georgius Hagiorita († 1065) noch ein weiteres Mal revidiert wurde, bildet den Ausgangspunkt für den in der Georgischen Orthodoxen Kirche auch heute noch gebräuchlichen liturgischen Text.
Insgesamt werden Euthymius rund 160 Übersetzungen aus dem Griechischen zugeschrieben, darunter Übersetzungen von Schriften Basilius des Großen (übersetzt nicht nach 981), der Evangelienkommentare des Johannes Chrysostomos (nicht nach 1008) und der Himmelsleiter des Johannes Klimakos (nicht nach 983). Seine Übersetzungen sind ausgerichtet an den Bedürfnissen seiner georgischen Leser, bieten deshalb oft Kürzungen oder erklärende Erweiterungen und zeichnen sich aus durch eine einfache, von Gräzismen freie Sprache.

## Die Autorschaft der Barlaam-Legende
Nicht abschließend geklärt ist die Frage, ob Euthymius der Verfasser der griechischen Version der Legende von Baarlam und Joasaph ist. In zwei griechischen Handschriften der Familie c und einer der beiden lateinischen Übersetzungen aus dem Griechischen (BHL 979b, von 1048) wird jeweils Euthymius als Autor genannt, während der Text in anderen griechischen Handschriften und auch in der zweiten lateinischen Übersetzung (BHL 979, 12. Jh.) Johannes von Damaskus zugeschrieben wird. Die besonders von Paul Peeters (1931) vertretene Zuschreibung an Euthymios wurde von Franz Dölger (1953) zunächst nachdrücklich zugunsten des Damaszeners verworfen. Die Frage galt lange Zeit als unentschieden, zumal auch andere Autoren wie Johannes von Mar Saba (9. Jh.?) zur Diskussion gestellt wurden. Die Entdeckung, dass der griechische Text auf georgischer Vorlage beruht oder davon zumindest beeinflusst ist und außerdem zweifelsfrei die erst im 10. Jahrhundert von Theodorus Daphnopates († 963) kompilierten Chrysostomos-Eklogen benutzt, hat jedoch seither die Zuschreibung an Johannes von Damaskus minder wahrscheinlich gemacht, während die Verfasserschaft des Euthymius an Plausibilität dadurch gewonnen hat, dass auch in einer in der georgischen Forschung herkömmlich dem Euthymius zugeschriebenen, griechischen Version der georgischen Vita des Theodoros von Edessa (BHG 1744) ausführliche textliche Parallelen zum Baarlam nachgewiesen werden konnten. Da der Barlaam in den meisten hagiographischen Schriften des Symeon Metaphrastes († um 987) bereits verwendet wird, müsste Euthymius seine griechische Fassung allerdings in verhältnismäßig jungen Jahren geschrieben haben.